# Красавин, Алексей Фёдорович
Алексе́й Фёдорович Краса́вин (1775 — 9 апреля 1843) — русский военачальник, генерал-майор (28.01.1818). Георгиевский кавалер. Участник Отечественной войны 1812 года. Военный комендант Иркутска.

## Биография
Родился в 1775 году.
Поступил на военную службу в 1792 году. В 1795 получил первый офицерский чин. Участник битвы под Фридландом (1807). В Отечественной войне 1812 года принимал участие в Смоленском сражении, в Бородинском сражении командовал Минским пехотным полком в чине полковника и был тяжело контужен ядром.
В 1813, 1814, 1821 годах воевал в Польше, Силезии, Пруссии и Саксонии.
С 1810 по 1815 годы — шеф, с 1815 по 1818 годы — командир Минского пехотного полка.
С 11 января 1836 года — военный комендант Иркутска.
Скончался 9 апреля 1843 года. Похоронен в Иркутске на Иерусалимском кладбище.

## Награды
- Орден Святого Георгия 4-й степени (03.12.1842).
- Орден Святого Владимира 3-й степени (26.08.1814).
- Орден Святого Владимира 4-й степени (20.05.1808).
- Золотая шпага «За храбрость» (19.12.1812).
- Медаль «В память Отечественной войны 1812 года».
- Единовременно 3000 рублей (1836)